# A hetedik szint
A hetedik szint Mordecai Roshwald 1959-ben kiadott sci-fi regénye. A történet egy földalatti bunkerben játszódik, amit egy oda vezényelt katonatiszt – akinek a neve X-127 – naplójából ismerünk meg.

## Cselekmény
|  | Alább a cselekmény részletei következnek! |

Marsi régészek, a teljesen elpusztult Föld bolygón, találnak egy naplót. Tudósaik már a "Napló" szó jelentésében sem jutnak egyetértésre, hát még a tartalmát illetőn, hiszen hogyan lehetnének valóságosak a benne leírtak – könyvtárak, múzeumok, házak, emlékművek, vasutak, utak, gyárak –, miután semmi bizonyíték nincs arra, hogy ezek valaha léteztek a Földön. A régészeik nem találtak mást, csak törmeléket a felszínen és néhány barlangot a föld alatt.
A történetbe a 37. napon kapcsolódunk be, X-127 ekkor írja meg a bevezetőt a naplójához. Egy földalatti bunkerben van 1450 méter mélyen, ahol a világítás szabályozott és kb. 20 °C az állandó hőmérséklet. Úgy gondolja, hogy a naplóját soha senki nem fogja elolvasni. Pár órával az érkezése után, már felötlött benne a naplóírás gondolata, mert már akkor megértette, hogy nem jut fel többet a felszínre.
Az X Kiképzőtáborban volt, amikor hívatta a parancsnoka és közölte vele, hogy előléptették őrnaggyá és fizetés emelést is kapott. Arról is tájékoztatta, hogy "lerendelték", azaz egy földalatti létesítménybe osztották be, ahova azonnal indulnia kell. A bunkerben minden parancsot hangszórókon keresztül kapnak. Érkezés után nem sokkal fel kell keresnie a szolgálati helyét, ahol találkozik X-107, X-117 és X-137 nyomógombkezelő tisztekkel. Tájékoztatják őket, hogy a vezérlőteremben mindig kell valakinek lennie, továbbá, hogy X-107 lesz a szobatársa. Közlik velük, hogy a "Le a 7-es szintre" hadművelet részeként hozták ide őket, barátaiknak és rokonaiknak azt mondták, hogy meghaltak, mivel ez egy titkos akció. Továbbá, hogy hermetikusan el vannak vágva a külvilágtól és a többi szinttől. X-127 rádöbben, hogy soha többé nem hagyhatja el ezt a helyet. Ekkor határozza el, hogy naplót fog írni. Elkezdődik a napi hat órás szolgálata a nyomógombvezérlő teremben. Feladata, hogy a parancsnak megfelelően megnyomja a rakétaindító gombokat. A rakétákat A, B és C távolságra lehet eljuttatni, 1-es, 2-es, 3-as ill. 4-es erősségű töltettel. Az indításhoz két tiszt együttműködésére van szükség.
X-127 megtudja, hogy a 7-es szint a Nyomógomb-parancsnokság. Atomreaktor biztosítja az energiaellátást. 500 évre elegendő dehidratált élelmiszerkészlet van. A víz egy földalatti forrásból érkezik. A hulladékból kivonják a vizet a tömörített szilárd anyagot pedig a kiürült élelmiszerraktárba teszik. Növények segítségével a szén-dioxidot átalakítják oxigénné, így biztosítva a levegőellátást. Kikapcsolódásként zenét hallgathat. A zeneszámok nem ismétlődnek, ezért egy végtelen hosszú szalagot képzel el, de kiderül, hogy "csak" 12 napig tart és utána kezdődik elölről. P-867 elmondja neki, hogy csak a nyomógombkezelő tiszteknek van saját fürdőszobájuk. 50 ember használ egy fürdőszobát és 20-an osztoznak egy vécén. Az "Ismerd meg a szintedet" előadásban elmondják, hogy az étel tartalmazza a szükséges kalóriát, vitaminokat és ásványi anyagokat. Azért nincs íze, hogy ne gerjesszen étvágyat. A bunkerben 250 nő és 250 férfi van, mindenki 20 és 30 év közötti.
X-117 megbetegszik, ezért X-127-nek többet kell dolgoznia. X-117 pszichológiai kezelés alatt van. Bejelentik, hogy engedélyezik a házasságkötést. 
P-867 a főszereplő felesége akar lenni, de X-127 viszolyog a nőtől. X-127 összeismerkedik T-747-tel, aki tanárnő. X-127-nek rémálmai vannak, nem ez az első alkalom. X-117 visszatér a kezelésről és X-127 meg van győződve, hogy X-117 teljesen más ember lett. T-747-el elkezdik kidolgozni a 7. szint mitológiáját a következő generáció számára. X-127 feleségül veszi P-867-et. A házasság után P-687h és X-127h lesz a nevük, ezért elhatározzák, hogy P-nek és X-nek fogják szólítani egymást. Elkezdődik az "Ismerd meg a többi szintet" előadássorozat.
A 6. szint szintén Nyomógomb-parancsnokság, de védelmi fegyverekkel. Az 5-ös, 4-es és 3-as szint civilek számára készült. Az 5-ös szinten vannak az állami vezetők és az elit tagjai. A 2-es és 1-es szint "sima" óvóhely a lakosság számára.
X-127 már ébren is a felszínről álmodik. Isten komplexus kezd kialakulni nála. 1 hetet a pszichológiai osztályon kell töltenie. Ép szolgálatban van, mikor megérkezik a parancs a gombok megnyomására, amit X-117-el együtt kell csinálnia. A parancsnak megfelelően lenyomják a gombokat, amikor azonban a 4-es gombokat kellene megnyomni X-117 összeomlik és megtagadja a parancsot. X-117-et elviszik és X-107 váltja fel. A háború hossza 2 óra 58 perc volt.
A háború után kiderül, hogy az ellenség rakétái műszaki hiba miatt indultak el. Az erre indított csapásra pedig nem egy ember, hanem egy automata adott parancsot. Mikor az ellenség radarjai észrevették, ott is egy automata indította el a válaszcsapást. Ez addig folytatódott, míg mindkét fél rakétája el nem fogyott. Az 1-es és 2-es szint teljesen megsemmisült.
A vezérlőteremből múzeum lesz. Az óvóhelyeken lévő túlélők rádión tartják a kapcsolatot. A háború is folytatódik, de már csak verbális szinten. A háború kitöréséért mindenki a másikat hibáztatja. X-117 öngyilkos lesz, mert felelősnek tartja magát több százmillió ember haláláért. A 3-as szintről egy házaspár felmegy a felszínre. Visznek egy rádiót is magukkal, hogy elmondják mi van odakint. Csak a pusztulásról tudnak beszámolni. Néhány nap múlva a házaspár meghal a sugárzástól. P és X kapcsolata egyre rosszabb. P elválik X-től és hozzámegy X-107-hez. A 3-as szintet is eléri a sugárszennyezés. Elkezdenek megbetegedni a 4-es és 5-ös szint lakói is. Az 5-ös szinten lázadás tör ki és kivégzik a vezetőket. Egyre többen halnak meg a felső szinteken. A 6-os és 7-es szinten nincs sugárszennyezés. Jelentkezik az ellenség és békekötést javasol. A békekötésről meg akarják kérdezni az 5-ös szintet, de senki sem válaszol nekik. A 6-os szinttel megbeszélik, hogy szavazást tartanak a békekötésről. Másnap, mikor fel akarják venni a kapcsolatot a 6-os szinttel a hívásra már nem válaszol senki. A 7-es szint békét köt az ellenséggel. Napokig nem hallanak az ellenség felől, így azt feltételezik, hogy mindenki meghalt. Az atomreaktor elromlott és meg kell javítani, de baleset történik és az egyik tiszt meghal. Újabb két tiszt hal meg, akik javították az atomreaktort. Egyre több ember hal meg. Kiderül, hogy a reaktort ugyan megjavították, de azóta folyamatosan halálos sugárdózist bocsát ki. A főhős – X-127 – az utolsó ember a földön, aki meghal.
|  | Itt a vége a cselekmény részletezésének! |

## Szereplők
| AD-327 adminisztrátor   | HB-267 bemondónő     | P-867 pszichológus                             | X-107 nyomógombkezelő tiszt              |
| Cs-297 csatornakezelő   | LE-127 levegőellátás | R-287                                          | X-117 nyomógombkezelő tiszt              |
| E-327 energetikai tiszt | LE-167 levegőellátás | T-747 tanár                                    | X-127 nyomógombkezelő tiszt (főszereplő) |
| E-647 elektromérnök     | N-527 nővér          | TÁ-237 oktató és ápolónő ill. T-237 tartalékos | X-137 nyomógombkezelő tiszt              |
| F-107 filozófus         | O-227 orvos          | TV-167 televízió-műszerész                     |                                          |

## Magyarul
- A hetedik szint; ford. Bars Sándor; Móra, Bp., 1988

## Film
A könyvet J. B. Priestley adaptálta televízióra 1966-ban a BBC2 csatornán futó Out of the Unknown sci-fi sorozat számára.

## Fordítás
- Ez a szócikk részben vagy egészben  a   Level 7 (novel) című angol Wikipédia-szócikk fordításán alapul.  Az eredeti cikk szerkesztőit annak laptörténete sorolja fel. Ez a jelzés csupán a megfogalmazás eredetét és a szerzői jogokat jelzi, nem szolgál a cikkben szereplő információk forrásmegjelöléseként.